# Przeorowie klasztoru na Jasnej Górze
Przeorowie klasztoru na Jasnej Górze – lista przełożonych paulińskiego domu zakonnego na Jasnej Górze w Częstochowie. Przeorowie jasnogórscy mianowani są – z reguły – przez generała Zakonu Świętego Pawła Pierwszego Pustelnika, za zgodą definitorów spośród zakonników od 1382, czyli od momentu erygowania klasztoru (z pewnymi wyjątkami) na okres trzech lat. Pierwszym przeorem został o. Grzegorz Primipillus OSPPE, obecnym (od 9 maja 2020) jest o. Samuel Pacholski OSPPE. Funkcję tę pełniło do tej pory około 131 zakonników.

## Charakterystyka

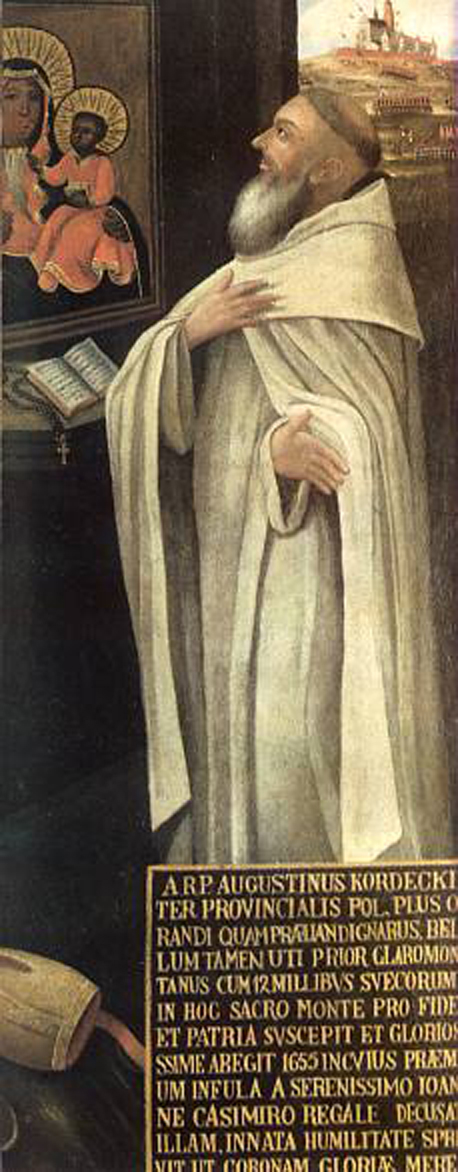
O. Augustyn Kordecki
(przeor 1650–1657 i 1663–1671)

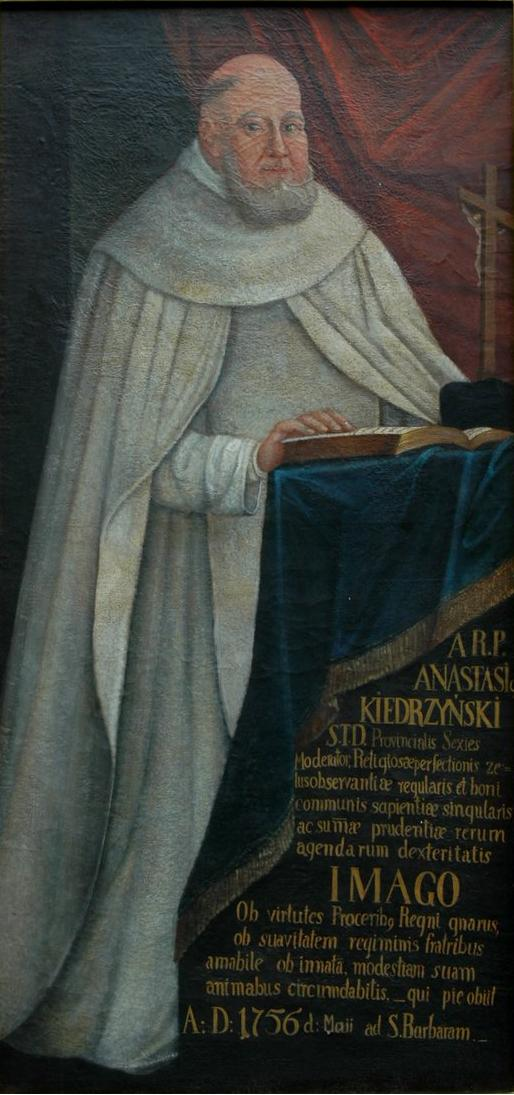
O. Anastazy Kiedrzyński
(przeor 1716–1719)

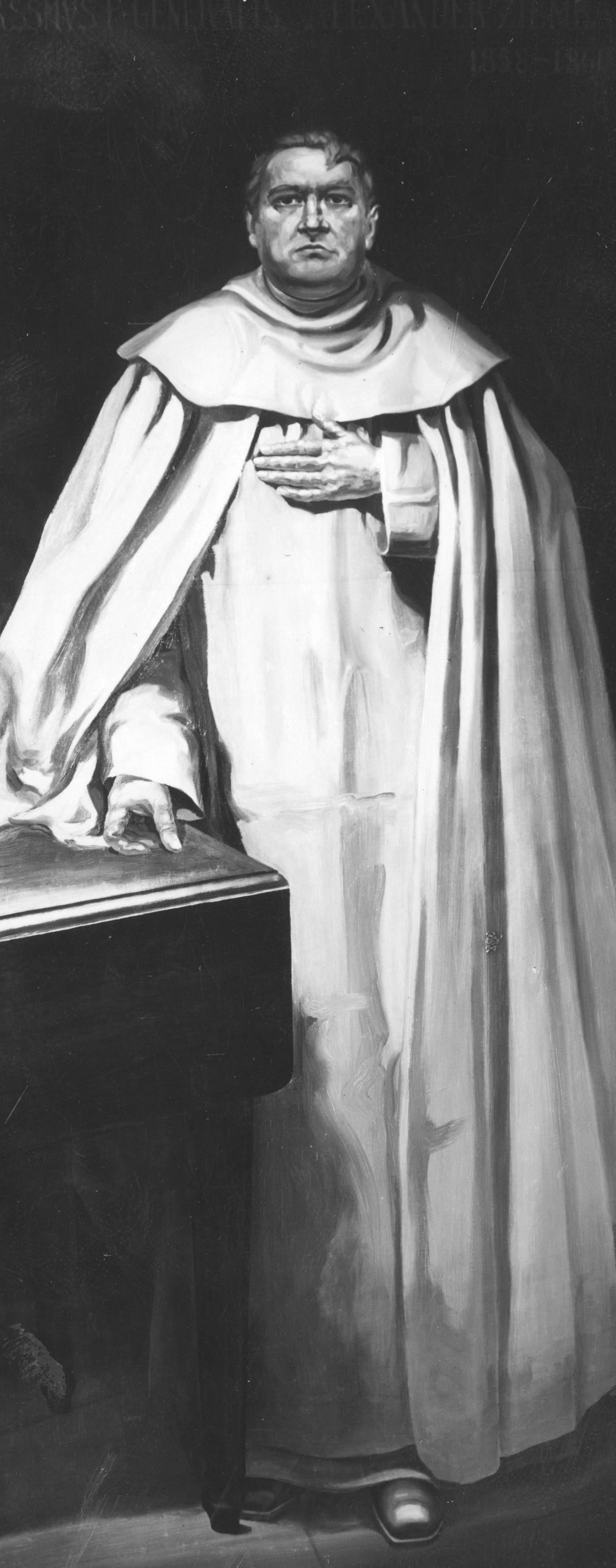
Obraz o. Aleksandra Zięby, (przeora: 1848–1854, 1860–1862 i 1864–1869), pędzla Aleksandra Borawskiego

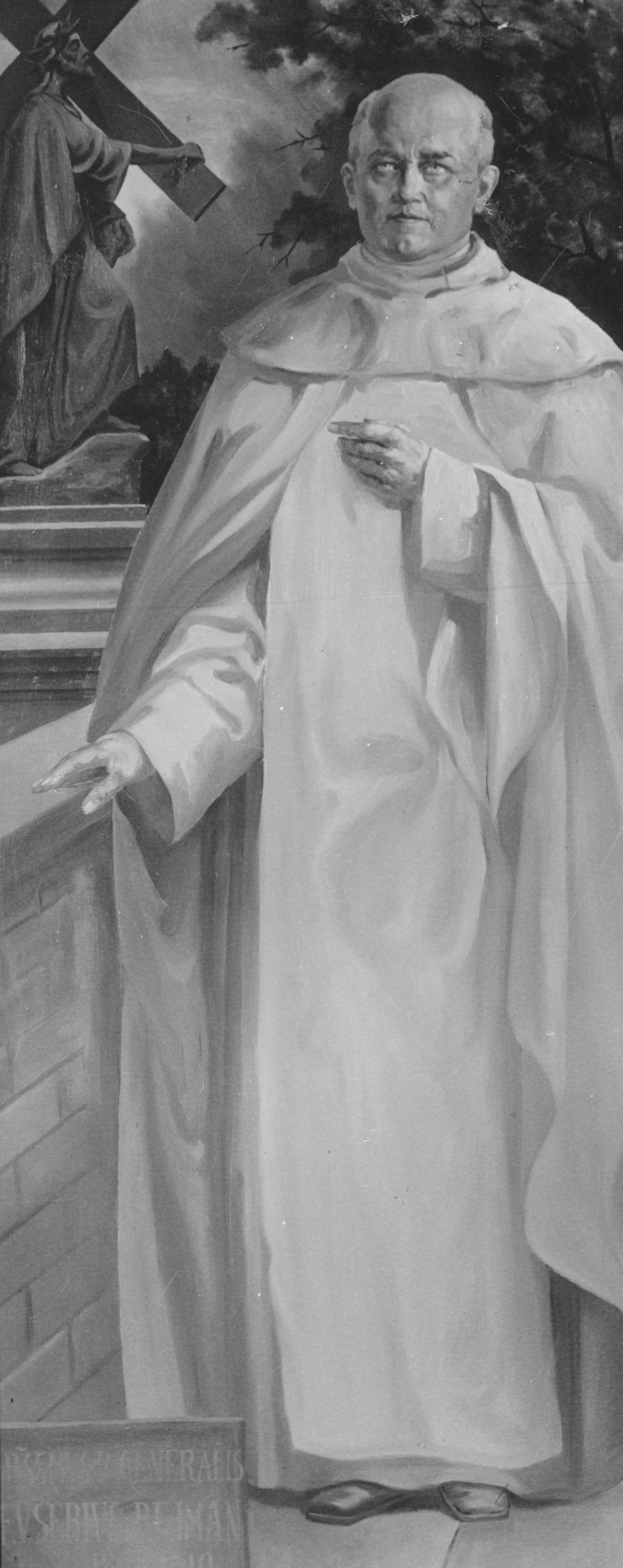
Obraz o. Euzebiusza Rejmana, (przeora 1895–1910), pędzla Aleksandra Borawskiego

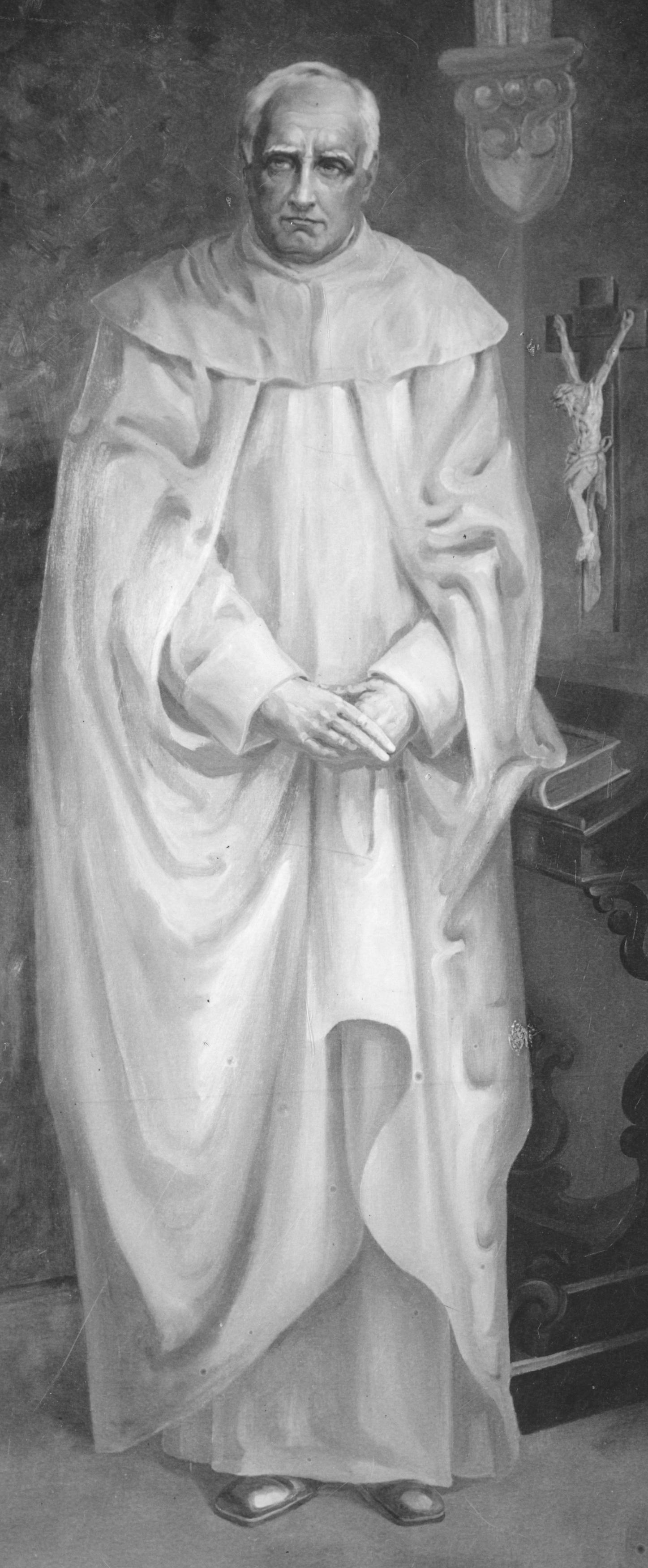
Obraz o. Justyna Welońskiego, (przeora 1910–1915), pędzla Aleksandra Borawskiego

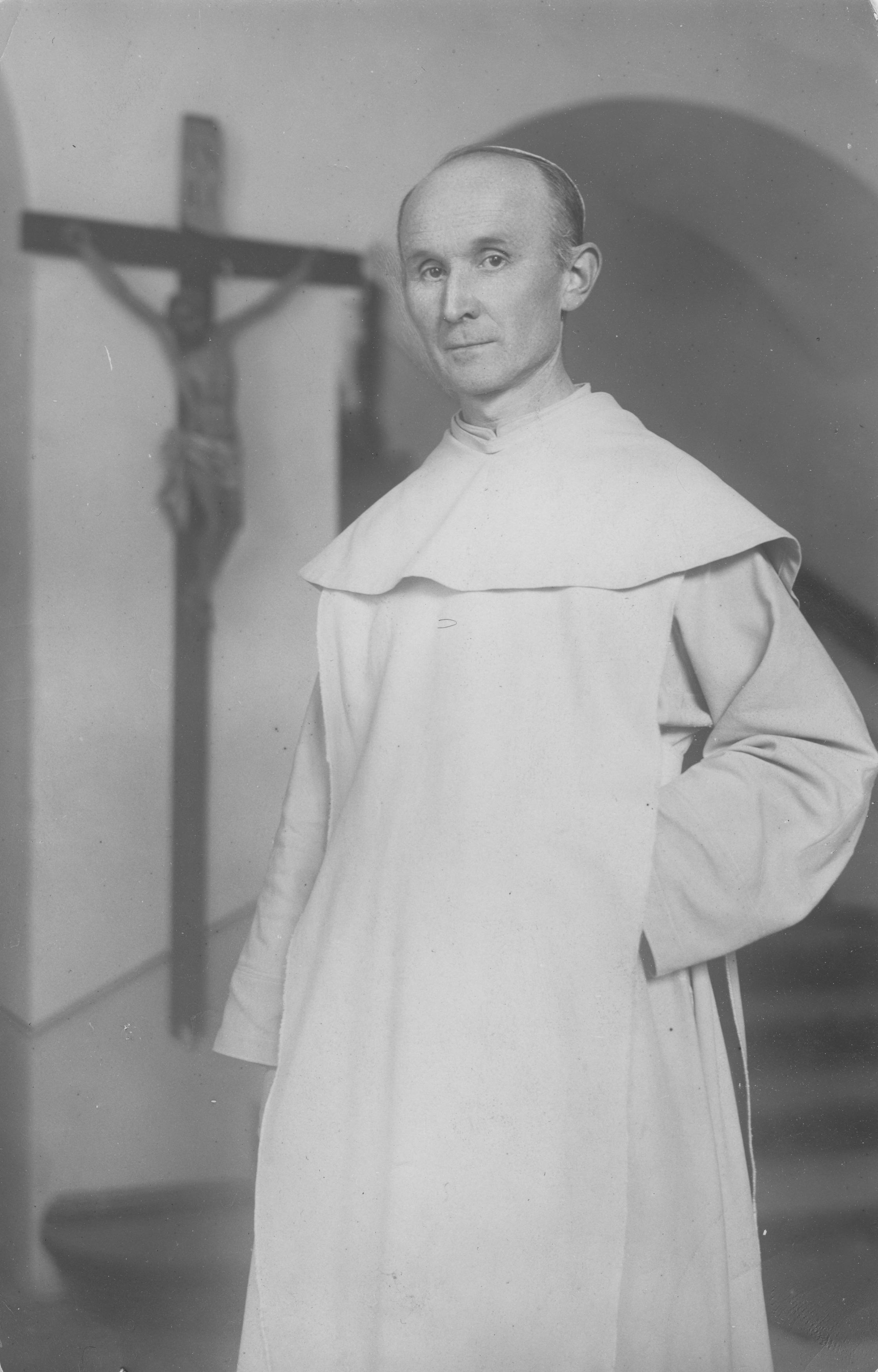
O. Piotr Markiewicz
(przeor 1915–1931)

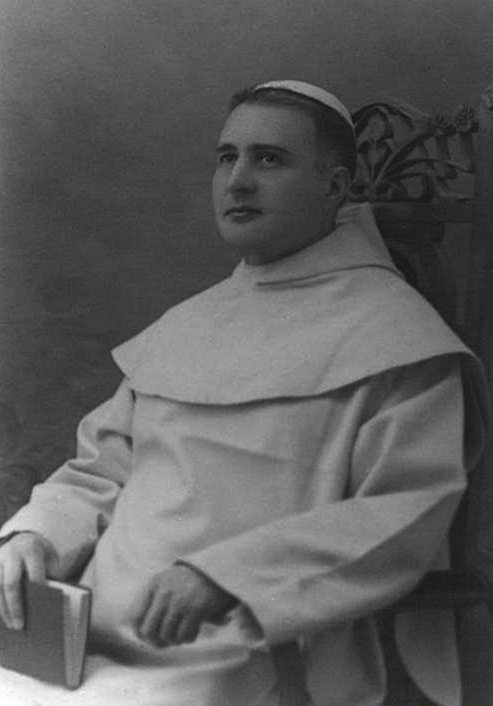
O. Norbert Motylewski
(przeor 1934–1943)

Od chwili założenia (erygowania) klasztoru na Jasnej Górze 9 sierpnia 1382 oraz przybycia do niego pierwszych zakonników, zaczęto powoływać – zgodnie z przyjętą ogólną zasadą – jego przełożonych, czyli przeorów, zarządzających przebywającymi tam zakonnikami oraz reprezentujących klasztor w kontaktach zewnętrznych. Klucze od drewnianej wówczas świątyni odebrał o. Grzegorz Primipillus OSPPE, przeor klasztoru św. Wawrzyńca w Budzie, w obecności księcia Władysława Opolczyka, a wspólnotę zakonną tworzyło – jak głosi tradycja – 16 zakonników z węgierskiego klasztoru Nosztre. Ojciec Grzegorz Primipillus OSPPE został powołany przez generała zakonu o. Mikołaja III OSPPE na pierwszego przeora jasnogórskiego klasztoru.
Początkowo powołania dokonywał najwyższy przełożony zakonu, czyli generał, który przebywał w Królestwie Węgierskim. Po utworzeniu polskiej prowincji w 1396, której siedzibą stała się Jasna Góra, nominację na przeora wystawiał prowincjał, po konsultacji z przebywającymi w klasztorze zakonnikami, która to nominacja decydowała o wyborze przeora przez generała. Po powstaniu styczniowym, od 27 listopada 1864, kiedy to car Aleksander II Romanow dokonał kasaty klasztorów paulińskich, pozostawiając dwa na Jasnej Górze i Skałce w Krakowie – przeora prepozyta mianował biskup diecezjalny, na zlecenie rosyjskiego generała-gubernatora. Natomiast po odzyskaniu przez Polskę niepodległości (1918) i organizacji na nowo struktur zakonu, powrócono do praktyki mianowania przeora przez generała, po konsultacji z  zakonnikami klasztoru.
Pierwotnie w konstytucjach zakonnych nie określono ściśle długości kadencji przeora i możliwości ponownego wyboru (niektórzy pełnili funkcję przeora przez cztery kadencje z rzędu). Kadencje przeorów prepozytów trwały do ich śmierci lub odwołania z różnych powodów. Po soborze watykańskim II ustalono w konstytucjach, że przeor może być wybrany na trzy lata.
Zgodnie z przepisami i tradycją zakonną powołuje się na ten urząd zwykle zakonników odznaczających się świętością życia, cieszących się zaufaniem wspólnoty, pracowitych z inicjatywą oraz mających doświadczenie w kierowaniu wspólnotą. Przeor ma do pomocy tzw. radę domu w postaci: zastępców (podprzeorów), kustosza sanktuarium, administratora oraz delegatów wybranych ze współbraci. Nowo mianowany przeor składa wyznanie wiary i przysięgę na Biblię oraz przejmuje pieczęcie klasztoru. Ponadto mieszka w specjalnej, reprezentacyjnej, wyznaczonej celi w klasztorze, a do obsługi ze światem zewnętrznym ma kancelarię. Wyznacza on ze wspólnoty ojców – odpowiedzialnych za różne działy działalności w wymiarze duszpasterskim oraz ekonomicznym. Rytm dnia przeora wyznacza modlitwa wspólnotowa (program życia klasztornego), a oprócz tego ma wyznaczony czas na codzienną posługę wspólnocie oraz różne spotkania z osobami z zewnątrz, załatwianie korespondencji czy też na posługę kapłańską. 

## Przeorowie
Tabela przedstawia niepełną listę chronologicznie uporządkowanych przeorów klasztoru na Jasnej Górze:
| Przeorowie klasztoru na Jasnej Górze |                                                     |          |                                      |      |
| Lp.                                  | Okres                                               | Kadencja | Przeor                               | №    |
| 1                                    | 1382                                                |          | o. Grzegorz Primipillus              | 1*   |
| 2                                    | 1388                                                |          | o. Jakub                             | 2*   |
| ?                                    | ?                                                   | ?        | ?                                    | ?    |
| ...                                  | ...                                                 | ...      | ...                                  | ...  |
| 3                                    | 1579                                                |          | o. Mikołaj z Wilkowiecka             | 37*  |
| 4                                    | 1580                                                |          | o. Jan z Opatowa                     | 38*  |
| 5                                    | 1590                                                |          | o. Marcin Kamocki                    | 39*  |
| 6                                    | 1593                                                | 1°       | o. Walentyn z Warty                  | 40*  |
| 7                                    | 1599                                                | 2°       | o. Walentyn z Warty                  |      |
| 8                                    | 1608                                                | 3°       | o. Walentyn z Warty                  |      |
| 9                                    |                                                     |          | o. Piotr Nigrycy                     | 41*  |
| 10                                   |                                                     |          | o. Walentyn Miedziński ALic. et PhB. | 42*  |
| 11                                   |                                                     |          | o. Andrzej Żymicki                   | 43*  |
| 12                                   | 1 sierpnia 1624(dts) †                              |          | o. Albert Raczyński STLic.           | 44*  |
| 13                                   | 1629 – 10 czerwca 1630(dts)                         |          | o. Marcin Gruszkowicz STD.           | 45*  |
| 14                                   | czerwiec 1630 – lipiec 1632                         | 1°       | o. Benedykt Mstowski STD.            | 46*  |
| 15                                   | lipiec 1632 – lipiec 1633                           |          | o. Kasper Aleksandrowicz             | 47*  |
| 16                                   | lipiec 1633 – grudzień 1635                         |          | o. Grzegorz Bolesławski              | 48*  |
| 17                                   | grudzień 1635 – kwiecień 1638                       |          | o. Zbigniew Kempczyński STD.         | 49*  |
| 18                                   | kwiecień 1638 – czerwiec 1638                       | 2°       | o. Benedykt Mstowski STD.            |      |
| 19                                   | lipiec 1638 – czerwiec 1641                         | 1°       | o. Kazimierz Zaremba                 | 50*  |
| 20                                   | czerwiec 1641 – sierpień 1645                       | 2° i 3°  | o. Kazimierz Zaremba                 |      |
| 21                                   | sierpień 1645 – lipiec 1647                         |          | o. Adam Zawada                       | 51*  |
| 22                                   | lipiec 1647 – kwiecień 1650                         |          | o. Paulin Kłodawski STD.             | 52*  |
| 23                                   | 10 maja 1650(dts) – lipiec 1653                     | 1°       | o. Augustyn Kordecki                 | 53*  |
| 24                                   | lipiec 1653 – lipiec 1656                           | 2°       | o. Augustyn Kordecki                 |      |
| 25                                   | lipiec 1656 – 18 lutego 1657(dts)                   | 3°       | o. Augustyn Kordecki                 |      |
| 26                                   | 18 lutego 1657(dts) – 4 lipca 1663(dts)             | 1° i 2°  | o. Kilian Żywiecki                   | 54*  |
| 27                                   | 4 lipca 1663(dts) – 7 kwietnia 1671(dts)            | 4° - 6°  | o. Augustyn Kordecki                 |      |
| 28                                   | kwiecień 1671 – kwiecień 1674                       |          | o. Stanisław Ligęza                  | 55*  |
| 29                                   | kwiecień 1674 – maj 1677                            |          | o. Adam Stypulski                    | 56*  |
| 30                                   | maj 1677 – maj 1680                                 | 1°       | o. Tobiasz Czechowicz STD.           | 57*  |
| 31                                   | maj 1680 – maj 1683                                 |          | o. Rafał Michalski                   | 58*  |
| 32                                   | maj 1683 – 6 czerwca 1684(dts) †                    |          | o. Mateusz Grębiński                 | 59*  |
| 33                                   | 8 stycznia 1685(dts) – 28 maja 1687(dts)            |          | o. Krzysztof Magdaliński             | 60*  |
| 34                                   | listopad 1687 – maj 1691                            | 1°       | o. Euzebiusz Najman                  | 61*  |
| 35                                   | maj 1691 – maj 1694                                 | 2°       | o. Tobiasz Czechowicz STD.           |      |
| 36                                   | maj 1694 – styczeń 1696                             |          | o. Izydor Krasuski                   | 62*  |
| 37                                   | styczeń 1696 – styczeń 1697                         | 2°       | o. Euzebiusz Najman                  |      |
| 38                                   | styczeń 1697 – 23 września 1699(dts) †              |          | o. Tobiasz Gruszkowicz               | 63*  |
| 39                                   | maj 1700 – maj 1702                                 | 3°       | o. Tobiasz Czechowicz STD.           |      |
| 40                                   | maj 1702 – maj 1703                                 | 3°       | o. Euzebiusz Najman                  |      |
| 41                                   | maj 1703 – wrzesień 1706                            |          | o. Innocenty Pokorski                | 64*  |
| 42                                   | wrzesień 1706 – czerwiec 1708                       |          | o. Rafał Chrzanowski STD.            | 65*  |
| 43                                   | czerwiec 1708 – maj 1710                            |          | o. Dionizy Chełstowski PhD.          | 66*  |
| 44                                   | maj 1710 – maj 1713                                 |          | o. Romuald Karczewski                | 67*  |
| 45                                   | maj 1713 – maj 1716                                 | 1°       | o. Konstanty Moszyński STD.          | 68*  |
| 46                                   | maj 1716 – maj 1719                                 |          | o. Anastazy Kiedrzyński STD.         | 69*  |
| 47                                   | maj 1719 – maj 1722                                 | 2°       | o. Konstanty Moszyński STD.          |      |
| 48                                   | maj 1722 – maj 1725                                 | 1°       | o. Marcjan Kazarnicki                | 70*  |
| 49                                   | maj 1725 – maj 1728                                 | 2°       | o. Marcjan Kazarnicki                |      |
| 50                                   | maj 1728 – listopad 1729                            | 3°       | o. Konstanty Moszyński STD.          |      |
| 51                                   | listopad 1729 – maj 1731                            | 1°       | o. Stanisław Bronikowski STD.        | 71*  |
| 52                                   | maj 1731 – luty 1739                                | 2° - 4°  | o. Stanisław Bronikowski STD.        |      |
| 53                                   | luty 1739 – marzec 1742                             |          | o. January Langner STD.              | 72*  |
| 54                                   | marzec 1742 – maj 1745                              |          | o. Damazy Perelski STD.              | 73*  |
| 55                                   | maj 1745 – kwiecień 1748                            | 1°       | o. Aleksy Olbrycki                   | 74*  |
| 56                                   | kwiecień 1748 – październik 1750                    | 1°       | o. Stanisław Kiełczewski STD.        | 75*  |
| 57                                   | październik 1750 – 21 września 1753(dts)            | 2°       | o. Stanisław Kiełczewski STD.        |      |
| 58                                   | 21 września 1753(dts) – wrzesień 1756               | 2°       | o. Aleksy Olbrycki                   |      |
| 59                                   | wrzesień 1756 – wrzesień 1759                       |          | o. Albin Dworzański                  | 76*  |
| 60                                   | wrzesień 1759 – wrzesień 1762                       |          | o. Ksawery Rotter STD.               | 77*  |
| 61                                   | wrzesień 1762 – 1764                                | 1°       | o. Patrycy Mniński                   | 78*  |
| 62                                   | 1764 – sierpień 1765                                | 1°       | o. Mateusz Łękawski                  | 79*  |
| 63                                   | sierpień 1765 – sierpień 1768                       | 2°       | o. Patrycy Mniński                   |      |
| 64                                   | sierpień 1768 – listopad 1771                       |          | o. Pafnucy Brzeziński                | 80*  |
| 65                                   | listopad 1771 – wrzesień 1783                       | 2° - 5°  | o. Mateusz Łękawski                  |      |
| 66                                   | wrzesień 1783 – wrzesień 1786                       | 1°       | o. January Lubojeński                | 81*  |
| 67                                   | wrzesień 1786 – wrzesień 1789                       | 2°       | o. January Lubojeński                |      |
| 68                                   | wrzesień 1789 – czerwiec 1791                       |          | o. Marcin Jasiński STD.              | 82*  |
| 69                                   | czerwiec 1791 – wrzesień 1792                       | 1°       | o. Cyryl Żernicki                    | 83*  |
| 70                                   | wrzesień 1792 – wrzesień 1798                       | 2° i 3°  | o. Cyryl Żernicki                    |      |
| 71                                   | wrzesień 1798 – październik 1801                    | 4°       | o. Cyryl Żernicki                    |      |
| 72                                   | październik 1801 – wrzesień 1804                    |          | o. Jacek Wyrzykowski                 | 84*  |
| 73                                   | wrzesień 1804 – wrzesień 1807                       |          | o. Gaudenty Olkowski                 | 85*  |
| 74                                   | wrzesień 1807 – październik 1810                    | 1°       | o. Hilarion Szuffranowicz            | 86*  |
| 75                                   | październik 1810 – luty 1814                        | 2°       | o. Hilarion Szuffranowicz            |      |
| 76                                   | luty 1814 – październik 1816                        |          | o. Andrzej Czechowicz                | 87*  |
| 77                                   | 23 października 1816(dts) – maj 1818                |          | o. Bartłomiej Rubiszewski            | 88*  |
| 78                                   | maj 1818 – 13 marca 1819(dts) †                     |          | o. Hieronim Zniełkiewicz             | 89*  |
| 79                                   | 13 marca 1819(dts) – listopad 1819                  |          | o. Eugeniusz Lachowski STD.          | 90*  |
| 80                                   | listopad 1819 – grudzień 1822                       |          | o. Eustachy Skibiński                | 91*  |
| 81                                   | marzec 1825 – 17 maja 1825(dts)                     |          | o. Jan Gółkowski                     | 92*  |
| 82                                   | 17 maja 1825(dts) – listopad 1825                   | 1°       | o. Teodor Fortuński                  | 93*  |
| 83                                   | listopad 1825 – wrzesień 1828                       | 2°       | o. Teodor Fortuński                  |      |
| 84                                   | wrzesień 1828 – listopad 1831                       |          | o. Remigiusz Wiechulski              | 94*  |
| 85                                   | listopad 1831 – lipiec 1833                         | 1°       | o. Aleksy Cisowski                   | 95*  |
| 86                                   | lipiec 1833 – czerwiec 1835                         | 2°       | o. Aleksy Cisowski                   |      |
| 87                                   | czerwiec 1835 – październik 1836                    |          | o. Filip Lipiński                    | 96*  |
| 88                                   | październik 1836 – wrzesień 1839                    |          | o. Klemens Śleziński                 | 97*  |
| 89                                   | wrzesień 1839 – wrzesień 1842                       | 1°       | o. Teodor Miernikiewicz              | 98*  |
| 90                                   | wrzesień 1842 – wrzesień 1848                       | 2° i 3°  | o. Teodor Miernikiewicz              |      |
| 91                                   | wrzesień 1848 – październik 1851                    | 1°       | o. Aleksander Zięba                  | 99*  |
| 92                                   | październik 1851 – październik 1854                 | 1°       | o. Mateusz Knefliński STD.           | 100* |
| 93                                   | październik 1854 – czerwiec 1856                    |          | o. Gaudenty Stasiński                | 101* |
| 94                                   | czerwiec 1856 – październik 1857                    | 2°       | o. Mateusz Knefliński STD.           |      |
| 95                                   | październik 1857 – październik 1860                 | 3°       | o. Mateusz Knefliński STD.           |      |
| 96                                   | październik 1860 – kwiecień 1862                    | 2°       | o. Aleksander Zięba                  |      |
| 97                                   | kwiecień 1862 – 27 listopada 1864(dts)              |          | o. Stanisław Kapiczyński             | 102* |
| Przeorowie prepozyci                 |                                                     |          |                                      |      |
| Lp.                                  | Okres                                               | Kadencja | Prepozyt                             | №    |
| 1                                    | listopad 1864 – 9 listopada 1869(dts)               | 3°       | o. Aleksander Zięba STD.             |      |
| 2                                    | 9 listopada 1869(dts) – 7 grudnia 1881(dts)         |          | o. Wawrzyniec Kubaczek STD.          | 103* |
| 3                                    | 7 grudnia 1881(dts) – 5 lutego 1895(dts) †          |          | o. Piotr Kubarski STD.               | 104* |
| 4                                    | luty 1895 – 30 czerwca 1910(dts)                    |          | o. Euzebiusz Rejman                  | 105* |
| 5                                    | 30 czerwca 1910(dts) – 16 października 1915(dts) †  |          | o. Justyn Weloński                   | 106* |
| 6                                    | 18 – 19 listopada 1915(dts)                         |          | o. Wincenty Olszewicz                | 107* |
| 7                                    | 19 listopada 1915(dts) – 13 października 1931(dts)  |          | o. Piotr Markiewicz                  | 108* |
| Przeorowie klasztoru na Jasnej Górze |                                                     |          |                                      |      |
| Lp.                                  | Okres                                               | Kadencja | Przeor                               | №    |
| 1                                    | listopad 1931 – 12 października 1934(dts)           |          | o. Dominik Zienkowski                | 109* |
| 2                                    | 12 października 1934(dts) – 6 czerwca 1937(dts)     | 1°       | o. Norbert Motylewski                | 110* |
| 3                                    | 26 października 1937(dts) – 29 września 1943(dts) † | 2° i 3°  | o. Norbert Motylewski                |      |
| 4                                    | 5 października 1943(dts) – 19 stycznia 1946(dts)    |          | o. Stanisław Nowak                   | 111* |
| 5                                    | 19 stycznia 1946(dts) – styczeń 1949                | 1°       | o. Kajetan Raczyński                 | 112* |
| 6                                    | styczeń 1949 – 1950                                 | 2°       | o. Kajetan Raczyński                 |      |
| 7                                    | 1950 – 1952                                         |          | o. Klemens Izdebski                  | 113* |
| 8                                    | 27 maja 1952(dts) – 20 maja 1955(dts)               | 1°       | o. Jerzy Tomziński                   | 114* |
| 9                                    | 20 maja 1955(dts) – 1 sierpnia 1957(dts)            | 2°       | o. Jerzy Tomziński                   |      |
| 10                                   | 1 sierpnia 1957(dts) – 23 marca 1959(dts)           |          | o. Korneliusz Jemioł                 | 115* |
| 11                                   | 23 marca 1959(dts) – 16 lipca 1960(dts)             | 3°       | o. Kajetan Raczyński                 |      |
| 12                                   | 16 lipca 1960(dts) – 1 sierpnia 1963(dts)           |          | o. Anzelm Radwański                  | 116* |
| 13                                   | 1 sierpnia 1963(dts) – 1969                         | 1° i 2°  | o. Teofil Krauze                     | 117* |
| 14                                   | 1969 – 3 czerwca 1972(dts)                          |          | o. Efrem Osiadły                     | 118* |
| 15                                   | 3 czerwca 1972(dts) – 23 lipca 1975(dts)            |          | o. Tadeusz Kubik                     | 119* |
| 16                                   | 23 lipca 1975(dts) – 1977                           |          | o. Józef Płatek                      | 120* |
| 17                                   | 1977 – 10 czerwca 1978(dts)                         |          | o. Sykstus Szafraniec                | 121* |
| 18                                   | 10 czerwca 1978(dts) – 14 lipca 1984(dts)           | 1° i 2°  | o. Konstancjusz Kunz                 | 122* |
| 19                                   | 14 lipca 1984(dts) – 1990                           | 1° i 2°  | o. Rufin Abramek                     | 123* |
| 20                                   | 1990 – 8 maja 1993(dts)                             | 3°       | o. Jerzy Tomziński                   |      |
| 21                                   | 8 maja 1993(dts) – 6 maja 1996(dts)                 |          | o. Szczepan Kośnik                   | 124* |
| 22                                   | 6 maja 1996(dts) – 9 marca 2002(dts)                | 1° i 2°  | o. Izydor Matuszewski                | 125* |
| 23                                   | 12 kwietnia 2002(dts) – 6 maja 2005(dts)            |          | o. Marian Lubelski                   | 126* |
| 24                                   | 6 maja 2005(dts) – 23 kwietnia 2008(dts)            |          | o. Bogdan Waliczek                   | 127* |
| 25                                   | 23 kwietnia 2008(dts) – 16 kwietnia 2014(dts)       | 1° i 2°  | o. Roman Majewski                    | 128* |
| 26                                   | 16 kwietnia 2014(dts) – 5 lipca 2014(dts)           |          | o. Łukasz Buzun                      | 129* |
| 27                                   | 4 sierpnia 2014(dts) – 9 maja 2020(dts)             | 1° i 2°  | o. Marian Waligóra                   | 130* |
| 28                                   | 9 maja 2020(dts) –                                  |          | o. Samuel Pacholski                  | 131* |